# نهائي كأس الاتحاد العربي للأندية 2013
نهائي كأس الاتحاد العربي للأندية 2013 هي مباراة كرة قدم لُعبت في 24 أبريل و 14 ماي 2013. وهو أول نهائي للبطولة العربية للأندية والنهائي 26 من كأس الاتحاد العربي للأندية. 
النهائي لُعب ذهابا وإيابا بين ناديي النادي العربي الكويتي واتحاد الجزائر الجزائري.